# 観光地理学
観光地理学（かんこうちりがく、英語: tourism geography）とは、観光現象の地域性の解明を目的とする、人文地理学の一分野である。
Kureha (2010)では、観光地理学の研究を、大きく観光地域の地域的文脈の解明（観光地域や観光目的地の地域変容の考察など）、観光行動、オールタナティブツーリズム、国際観光に分類している。

## 研究動向
欧米では1930年頃から観光地理学の研究が進められた。アメリカ合衆国では、マクマリー（K. C. McMurry）らにより個別の観光地域の事例研究が蓄積されていった。ドイツやオーストリアでは、観光地の特性や空間パターンの解明のほか、観光地域の特性や変化を記述する研究が進められていた。
日本では大正時代末期から観光現象を対象とした地理学の研究がみられるようになったが、当時は集落地理や郷土地理の位置づけにとどまっていた。当時は温泉地や海水浴場などを対象とした研究がみられた。1960年代以降は観光現象を対象とした地理学の研究が増えるとともに、観光地理学の方法論の議論が進められていった。既に研究が行われていた観光施設や観光流動に関する研究に加えて、観光圏の研究や、観光地開発の研究などの研究が進められた。その後観光地理学の研究が停滞した時期があったが、1980年代後半に起こったリゾートブームにより研究が盛んになった。1960年代から1980年代後半まででは、個別の観光地域（温泉地・スキーリゾートなど）の発展過程や、観光地化に伴う農山漁村の地域変化などの研究が行われてきた。これにより、観光地域の形成過程やその機能、観光資源や観光客の特性などの解明が進められた。
2000年代の日本では、観光地理学を研究する日本地理学会会員数の増加や平均年齢の低下が進行した。この背景には、日本の産業、政策、社会において観光への関心が高まったことが挙げられる。また同時期では学術論文の数も増加した。2000年代の観光地理学の論文は、大学紀要では観光科学研究、地域研究年報、人文地理学研究、学会誌では地理科学、人文地理、地理学評論などに掲載されていた。

### 新しい観光地理学
新しい観光地理学（new tourism geography）は、文化論の立場から行われた、地理学における観光研究のことである。1990年代以降、文化論的転回や空間論的転回の影響を受けて、観光地理学の研究でも理論化や文化地理学との関係性の強化などが進められた。日本での研究事例として、観光地の場所イメージや場所の構築の研究が挙げられる。